# Teatro Municipal de Antofagasta
El Teatro Municipal de Antofagasta es un teatro ubicado en el centro de Antofagasta, en la esquina nororiente de la plaza Colón.

## Historia
Originalmente se pensaba como un centro cultural de gran nivel, mucho más grande que la construcción actual y que incorporaría algunas oficinas de la Casa Consistorial, un teatro con capacidad para 1.500 personas, un teatro de cámara para 500 personas y una sala de artes plásticas en un terreno de 12 000 metros cuadrados. Las obras comenzaron en el año 1966, pero por falta de fondos tuvieron que ser postergadas a principios de los 70 y durante algunos años. Las obras fueron reactivadas en 1975 realizando algunas intervenciones para concluir las obras. Recién el 11 de septiembre de 1981, el teatro fue inaugurado, como está actualmente. La adquisición de las 899 butacas iniciales para el recinto fue realizada por medio de una colecta pública gestada por el periódico El Mercurio de Antofagasta y que tuvo eco en organizaciones sociales, colegios y la ciudadanía.
En sus dependencias acoge desde 1976 a la Biblioteca Pública n.º 120, Isaac Arce Ramírez, por el lado de calle San Martín, que cuenta con una gran colección de libros y una hemeroteca con ejemplares de los diarios El Mercurio de Antofagasta y La Estrella de Antofagasta, como así también ejemplares incompletos del desaparecido diario local El Abecé.
Es sede de la Orquesta Sinfónica de Antofagasta, fundada el 2 de noviembre de 1962 por Rafael Ramos y dirigida actualmente por Christian Baeza. También ha cobijado grandes festivales de cine y numerosos conciertos, muestras de arte y exposiciones.
En los últimos años se han realizado numerosas intervenciones al lugar, tales como el pintado de sus muros, adquisición de ascensor para personas con discapacidad, recambio de luminarias y equipos de audio, la remodelación del escenario y el recambio de las butacas.

### Consolidación y récord de asistencia
En los últimos años, el flujo de espectadores que visita el Teatro Municipal ha ido en aumento. En el año 2012, más de 55.000 personas lo visitaron en sus más diversos espectáculos. El año 2013 fue, sin duda, un año imborrable para la Corporación Cultural de Antofagasta y el Teatro Municipal, marcando un récord de asistencia de más de 70 mil personas a los 150 encuentros que se desarrollaron en el principal punto de encuentro de la cultura de la ciudad de Antofagasta, lo cual marca la consolidación de la entidad municipal dentro del quehacer artístico y cultural de la Capital de la II Región.

## Arquitectura
La obra fue desarrollada por los arquitectos Vicente Bruna, Iván Godoy, Alberto Sartori, Sergio Seguel y Germán Wijnant y ganó el Concurso Nacional de Anteproyectos el 31 de enero de 1963. El programa original constaba de un teatro de cámara (500 personas), un teatro municipal (1500 personas), la casa consistorial, una biblioteca municipal y una sala de arte.
El proyecto fue construido parcialmente. Lo edificado se conforma de 2 estructuras rectangulares y una central de forma semicóncava en forma lineal, toda edificada en Hormigón Armado. La forma del teatro obedece a un planteamiento lógico y particular de la zona, en donde lo formal y lo funcional se unen, dando origen a un juego plástico con un carácter único y representativo. La arquitectura imponente destaca por sus terminaciones en la parte superior, la presencia de balcones perimetrales en forma de "L", que recorren parte del recinto y la existencia de transparencias que permiten acercar el interior a la vista del transeúnte.
El Teatro Municipal rompe el esquema que por años caracterizó al sector de la Plaza Colón, en ese entonces, rodeada de construcciones antiguas con valor único. A principios de los 60 el sector fue renovándose con la incorporación de nuevos inmuebles, como es el caso del Teatro de la Universidad de Chile, Sede Antofagasta (antes llamado Cine Colón), la Intendencia Regional (1957-1963), el Edificio Centenario (1966-1968), el Edificio Colón (1955-1960), entre otros.
En su interior, el recinto cuenta con una sala principal, con capacidad para 867 espectadores, distribuidos en una platea baja de 560 asientos y una platea alta de 307 butacas. Además, el recinto cuenta con salas de clases y de ensayo, para las escuelas de ballet, música y bellas artes.

### Mural
En la parte superior incorpora un mural pintado por el destacado artista regional Luis Núñez San Martín y su equipo de trabajo conformado por 4 personas, entre ellos, un artista plástico colombiano radicado en Chile. La creación retrata a los rostros indígenas de la zona y el auge y caída del Salitre en la historia de Antofagasta.
La obra, de más de 1.200 metros cuadrados de superficie, demoró cinco meses en ejecutarse y fue impulsado por la Corporación Pro Antofagasta en conjunto con la Corporación Cultural de Antofagasta, la que contó con financiamiento por parte de las empresas mineras Barrick Zaldívar, Antofagasta Minerals, Sierra Gorda SCM y la empresa IKSA a través del fondo de la Ley de Donaciones Culturales.
La obra fue inaugurado la noche del 24 de abril de 2014, en un evento de primer nivel que contó con la participación de la Orquesta Sinfónica de Antofagasta y en el que participaron diversas autoridades locales y regionales.
En entrevistas con los medios locales, la alcaldesa de Antofagasta, Karen Rojo Venegas, señaló que próximamente se ejecutarán la segunda y tercera etapa de la obra, que comprende la intervención de los muros de las calles Bolívar y Sucre. De concretarse, se convertiría en el mural más grande del Cono Sur.

### Daños tras las lluvias del 25 de marzo de 2015
Parte de la infraestructura del Teatro Municipal de Antofagasta resultó seriamente afectadas tras el temporal de lluvia que afectó a la ciudad de Antofagasta el pasado miércoles 25 de marzo de 2015. Los principales daños se localizan en el escenario (donde el 40% de la infraestructura quedó inutilizable), las tres salas de ballet (daños en pisos y techumbres) y las escuelas musicales y de bellas artes. La primera medida fue suspender las actividades en todas las escuelas hasta el 6 de abril, al mismo tiempo en que se evalúan los daños en equipos de sonido y de iluminación.
Aún queda pendiente cuantificar los daños estructurales que sufrió el principal centro de espectáculos de la ciudad de Antofagasta, tras las fuertes lluvias.